# 롱 베케이션
《롱 베케이션》(Long Vacation)은 1996년 4월 15일부터 같은 해 6월 24일까지 후지 TV에서 매주 월요일 21:00 - 21:54 (JST, 게츠쿠 시간대)에 방송된 텔레비전 드라마이다. 줄여서 '롱바케'라고도 불린다.

## 개요
'월요일에는 OL이 거리에서 사라진다'라는 말이 나올 정도로, 이 드라마의 영향으로 피아노를 배우기 시작하는 남성이 늘어나는 등 '롱바케 현상'이라는 사회 현상을 일으킨 작품이다. 키무라 타쿠야 는 이 작품으로 드라마 첫 주연을 맡으며, 국민적인 인기를 얻는 계기가 되었다. 여주인공 역을 맡은 야마구치 토모코는 이 작품 이후 16년 동안 드라마에 출연하지 않다가 2012년에 드라마 고잉 마이 홈의 주연을 맡았다.
이나모리 이즈미와 마츠 다카코, 다케노우치 유타카, 히로스에 료코 등 현재는 드라마 주연 급인 배우가 다수 출연했다.
각본을 담당한 기타가와 에리코는 《아스나로 백서》, 《사랑한다고 말해줘》에 이어 이 작품의 히트로 인기 작가 대열에 합류하게 된다.
또한 1996년 10월 7일에는 총집편에 새로운 촬영 부분을 추가한 《롱 베케이션 스페셜》이 방송되어 27.8 %의 높은 시청률을 기록하는 기염을 토했다.

## 줄거리
인기 없는 모델 하야마 미나미 (야마구치 토모코)는 결혼식 당일 약혼자가 사라져버려, 약혼자의 룸메이트인, 콩쿠르에 떨어지기만 하는 피아니스트 세나 히데토시 (키무라 타쿠야 )와 어쩔 수 없이 동거하게 된다.
파혼으로 풀죽어 있는 미나미에게 세나는 인생이 잘 풀리지 않을 때는 "하느님이 주신 휴가"라고 생각하라고 격려한다. 하지만, 세나도 자신의 재능에 자신감을 가지지 못하고, 후배 료코(마쓰 다카코)와의 연애도 좀처럼 풀리지 않는다.
세나와 미나미는 말썽투성이의 동거 생활 속에서, 서로가 둘 도 없는 소중한 존재가 되어간다.

## 출연진
세나 히데토시 (24) - 키무라 타쿠야 (SMAP)
하야마 미나미 (31) - 야마구치 토모코
하야마 신지 (24) - 다케노우치 유타카
오쿠사와 료코 - 마츠 다카코
코이시카와 모모코 - 이나모리 이즈미
히무로 루미코 - 료
사이토 타카코 - 히로스에 료코
스기사키 테츠야 - 도요하라 고스케
사이토 테츠야 - 고바야시 스스무

## 주제가
- 구보타 도시노부 with 나오미 캠벨 〈La La La Love Song〉
- Cagnet <Deeper And Deeper>

## 부제
| 각 화                                            | 방송            | 부제           | 연출            | 시청률 | 비고      |
| ------------------------------------------------ | --------------- | -------------- | --------------- | ------ | --------- |
| 제1화                                            | 1996년 4월 15일 | 뭐야! 이 여자  | 나가야마 코조   | 30.6%  | 30분 확대 |
| 제2화                                            | 1996년 4월 22일 | 그녀의 눈물    | 나가야마 코조   | 28.3%  |           |
| 제3화                                            | 1996년 4월 29일 | 그의 순정      | 나가야마 코조   | 29.0%  |           |
| 제4화                                            | 1996년 5월 6일  | 너의 소문      | 스즈키 마사유키 | 27.6%  |           |
| 제5화                                            | 1996년 5월 13일 | 사랑의 고백    | 스즈키 마사유키 | 27.9%  |           |
| 제6화                                            | 1996년 5월 20일 | KISS           | 우스이 히로츠구 | 25.5%  |           |
| 제7화                                            | 1996년 5월 27일 | 잠들수 없는 밤 | 나가야마 코조   | 27.7%  |           |
| 제8화                                            | 1996년 6월 3일  | 이별의 아침    | 나가야마 코조   | 29.9%  |           |
| 제9화                                            | 1996년 6월 10일 | 세나의 눈물    | 우스이 히로츠구 | 29.1%  |           |
| 제10화                                           | 1996년 6월 17일 | 최후의 사랑    | 스즈키 마사유키 | 28.6%  |           |
| 최종화                                           | 1996년 6월 24일 | 신이 준 결말   | 나가야마 코조   | 36.7%  | 30분 확대 |
| 평균 시청률 29.6% (간토 지구·비디오 리서치 조사) |                 |                |                 |        |           |